# Berg (Åtvidaberg)
Berg è un'area urbana della Svezia situata nel comune di Åtvidaberg, contea di Östergötland.
La popolazione risultante dal censimento 2010 era di 311 abitanti .